# Mörker

Totalt mörker.

Mörker är frånvaro eller brist på ljusstrålar. Den mörkaste delen på dygnet infaller på natten. Som poetisk term kan mörker syfta på ondska, men också nedstämdhet.
I flygsammanhang använder man en särskild definition av mörker: Mörker anses råda först när ett framträdande, obelyst föremål ej kan urskiljas på ett avstånd av 8 kilometer på grund av nedsatt dagsljus (ref. ex. LFS 2007:71)